# ولد ينج
ولد ينج هي بلدية حضرية في جنوب موريتانيا، وتقع في ولاية كيدي ماغا، على ضفاف نهر كاراكورو ، أحد روافد نهر السنغال الذي يشكل علامات الحدود مع مالي . وهي عاصمة المقاطعة التي تحمل نفس الاسم مقاطعة ولد ينج.

## تعداد السكان
خلال التعداد العام للسكان والمساكن (RGPH) لعام 2000 ، بلغ عدد سكان ولد ينج 4 935 نسمة.